# Eupithecia biedermanata
Eupithecia biedermanata är en fjärilsart som beskrevs av Samuel E. Cassino och Louis W. Swett 1922. Eupithecia biedermanata ingår i släktet Eupithecia och familjen mätare. Inga underarter finns listade i Catalogue of Life.